# Brooke Hogan
Brooke Ellen Bollea (født 5. maj 1988) – bedre kendt under kunstnernavnet Brooke Hogan – er en amerikansk sangerinde, skuespiller, model, socialite og tv-personlighed. Hun er det ældste barn af wrestleren, Hulk Hogan og Linda Bollea. Hun medvirkede i realityshowet Hogan Knows Best på MTV, og hun har nu sit eget show, Brooke Knows Best. Hendes første album, Undiscovered udkom i 2006. I 2009 udgav hun sit andet studiealbum, The Redemption. I løbet af 2010 forventes et album at udkomme samt en tredje sæson af Brooke Knows Best.

## Diskografi
- Undiscovered (2006)
- The Redemption (2009)